# Coffre d'Oxford
Le coffre d'Oxford  (alias coffre de Courtrai, dans la littérature anglaise: Courtrai Chest) est un coffre en bois de chêne. Le coffre a été découvert vers 1909 au New College (Oxford). Sur le devant du coffre sont sculptées des scènes  de la Bataille de Courtrai et des Matines de Bruges. 
Le fabricant du coffre est inconnu, mais on suppose qu'il s'agissait d'un Flamand (un natif de Bruges?), qui, se basant sur les détails dans les scènes, a combattu lui-même dans la bataille. La face avant sculptée mesure 107 cm sur 71 cm.
En 1952,  l'historien d'art, Adelbert Van de Walle a procédé à des analyses du meuble aux rayons X.

## Scènes

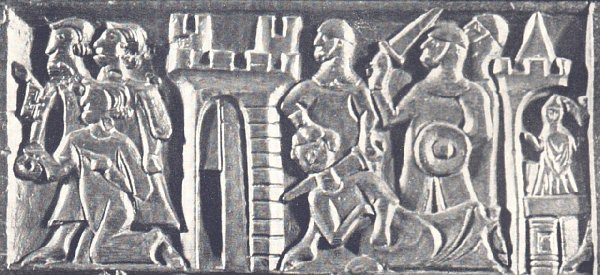
les Matines de Bruges
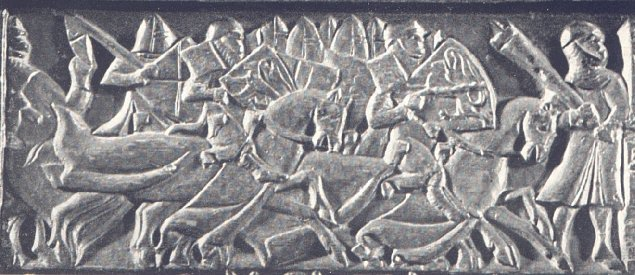
arrivée de Gui de Namur et Guillaume de Juliers à Bruges
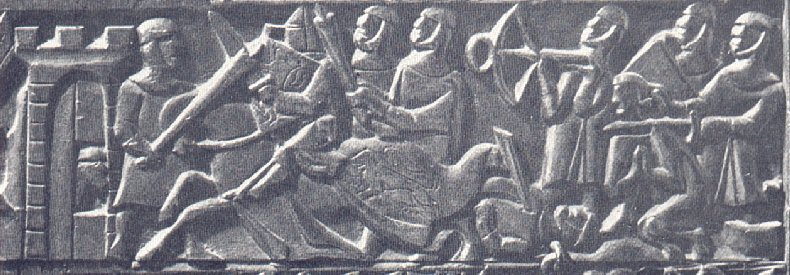
prise du Château de Wynendaele
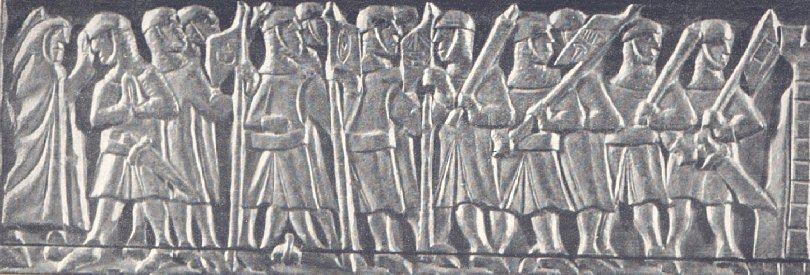
arrivée des Guildes sur le champ de bataille
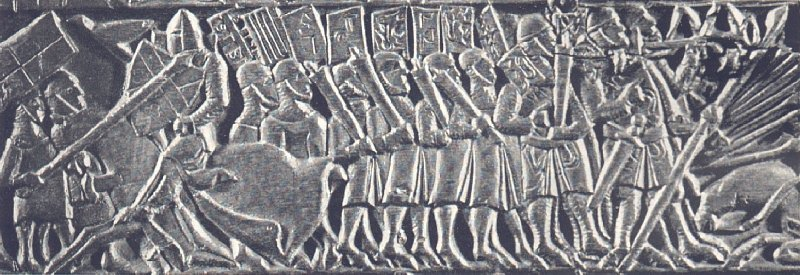
la formation des Flamands pendant la Bataille de Courtrai)
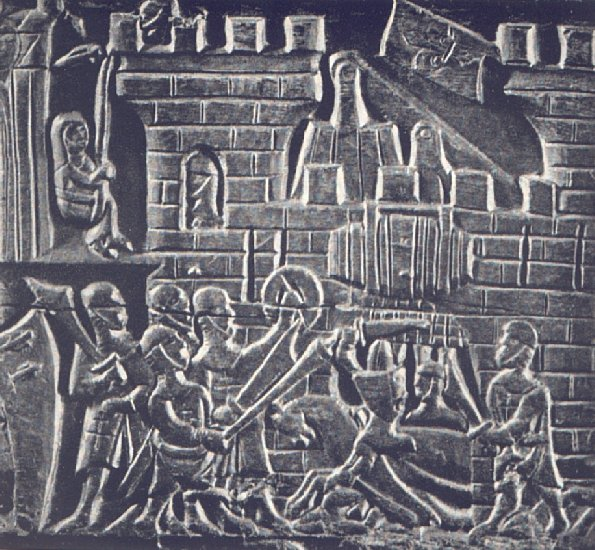
l’attaque d’une garnison française à Courtrai
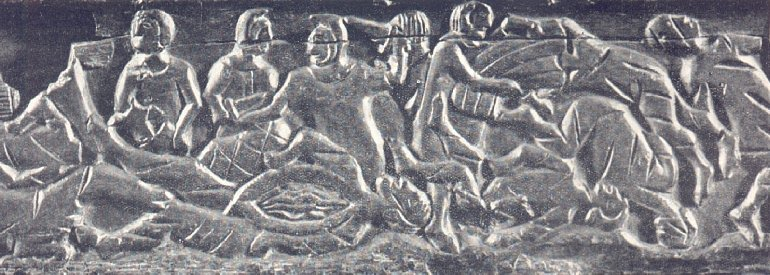
le rassemblement du butin de guerre avec les éperons d’or